# Мышкино (Кингисеппский район)
Мышкино — деревня в Нежновском сельском поселении Кингисеппского района Ленинградской области.

## История
Впервые упоминается в Писцовой книге Водской пятины 1500 года, как деревня Мышьи Горки в Каргальском погосте Копорского уезда.
Затем как деревня Muischina Gora by в Каргальском погосте (западной половине) в шведских «Писцовых книгах Ижорской земли» 1618—1623 годов.
На карте Ингерманландии А. И. Бергенгейма, составленной по шведским материалам 1676 года, она обозначена как деревня Muiskina.
На шведской «Генеральной карте провинции Ингерманландии» 1704 года — также как Muiskina.
Деревня Мышкино упомянута на карте Ингерманландии А. Ростовцева 1727 года.
На карте Санкт-Петербургской губернии Ф. Ф. Шуберта 1834 года она обозначена как деревня Мышкина.

МЫШКИНО — деревня принадлежит наследникам господ Жуковых, число жителей по ревизии: 66 м. п., 63 ж. п. (1838 год)

В пояснительном тексте к этнографической карте Санкт-Петербургской губернии П. И. Кёппена 1849 года она записана как деревня Muiskula (Мышкино) и указано количество её жителей на 1848 год: ижоры — 59 м. п., 63 ж. п., всего 122 человека, которые относились к православному Копорскому Преображенскому приходу.
Согласно карте профессора С. С. Куторги 1852 года деревня называлась Мышкина.

МЫШКИНО — деревня наследников лейтенанта Жукова, 10 вёрст по почтовой, а остальное по просёлкам, число дворов — 23, число душ — 54 м. п. (1856 год)

МЫШКИНО — деревня, число жителей по X-ой ревизии 1857 года: 52 м. п., 51 ж. п., всего 103 чел.

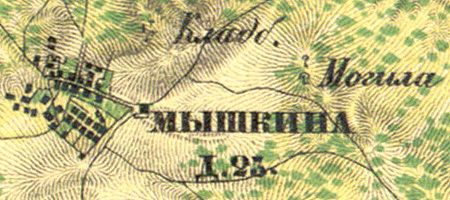
Деревня Мышкино на карте 1860 года

Согласно «Топографической карте частей Санкт-Петербургской и Выборгской губерний» в 1860 году деревня называлась Мышкина и состояла из 23 крестьянских дворов.

МЫШКИНО — деревня владельческая при колодцах, число дворов — 22, число жителей: 57 м. п., 53 ж. п. (1862 год)

МЫШКИНО — деревня, по земской переписи 1882 года: семей — 26, в них 66 м. п., 58 ж. п., всего 124 чел.

МЫШКИНО — деревня, число хозяйств по земской переписи 1899 года — 22, число жителей: 72 м. п., 70 ж. п., всего 142 чел.;
 разряд крестьян: бывшие владельческие; народность: русская — 7 чел., финская — 134 чел.

В конце XIX — начале XX века деревня административно относилась к Стремленской волости 2-го стана Ямбургского уезда Санкт-Петербургской губернии. Население деревни было смешанным — ижорско-русским.
С 1917 по 1927 год деревня Мышкино входила в состав Семейского сельсовета Котельской волости Кингисеппского уезда.
Согласно данным переписи населения СССР 1926 года в деревне Мышкино проживали 125 человек, все русские.
С 1927 года в составе Котельского района.
С 1928 года в составе Вассакарского сельсовета. В 1928 году население деревни Мышкино также составляло 125 человек.
С 1931 года в составе Кингисеппского района.
По данным 1933 года деревня Мышкино входила в состав Райковского сельсовета Кингисеппского района.

План деревни Мышкино. 1938 год

Согласно топографической карте 1938 года деревня насчитывала 26 дворов.
C 1 августа 1941 года по 31 января 1944 года деревня находилась в оккупации.
С 1954 года в составе Павловского сельсовета.
С 1958 года в составе Нежновского сельсовета. В 1958 году население деревни Мышкино составляло 69 человек.
По данным 1966, 1973 и 1990 годов деревня Мышкино также входила в состав Нежновского сельсовета Кингисеппского района.
В 1997 году в деревне Мышкино проживали 4 человека, в 2002 году — 6 человек (русские — 83 %), в 2007 году — 1.

## География
Деревня расположена в северо-восточной части района на автодороге 41К-612 (Семейское — Мышкино).
Расстояние до административного центра поселения — 4 км.
Расстояние до ближайшей железнодорожной станции Котлы — 12 км.

## Демография
| 1862 | 2007 | 2010 | 2017 |
| ---- | ---- | ---- | ---- |
| 110  | ↘1   | ↗9   | ↘2   |

### Национальный состав
Согласно данным Всероссийской переписи населения 2021 года в деревне проживали 12 человек, все русские.